# Phyllanthus fluminis-athi
Phyllanthus fluminis-athi är en emblikaväxtart som beskrevs av Radcl.-sm.. Phyllanthus fluminis-athi ingår i släktet Phyllanthus och familjen emblikaväxter. Inga underarter finns listade i Catalogue of Life.